# Lacio Drom (singolo)
Lacio drom (Buon viaggio) è un brano della rockband italiana Litfiba. È il quarto e ultimo singolo estratto, nel 1995, dall'album "Spirito". Nel videoclip si possono vedere un backstage e alcune scene del concerto al Palaflorio di Bari, del 21 marzo 1995, durante lo Spirito tour. Il brano venne rimasterizzato nell'omonimo album del 1995, dopo l'uscita dell'album Spirito, mentre il videoclip è stato messo come “brano speciale” nella vhs “Lacio Drom, Lo spirito in tour” nel settembre dello stesso anno, dove documenta alcuni concerti dello spirito tour.

## Tracce
1. Lacio drom (Buon viaggio) - 4:12

## Edizioni
- Cardsleeve edition (busta in cartoncino) - 1 traccia

## Formazione
- Piero Pelù - voce
- Ghigo Renzulli - chitarre, voce addizionale
- Daniele Bagni - basso, voce addizionale
- Antonio Aiazzi - tastiere
- Franco Caforio - batteria e marimba
- Candelo Cabezas - percussioni